# إرفين روميرو
إرفين روميرو (بالإسبانية: Erwin Romero) (27 يوليو 1957 في بوليفيا - ) هو مدرب كرة قدم ولاعب كرة قدم بوليفي في مركز الوسط. شارك مع منتخب بوليفيا لكرة القدم. أما مع النوادي، فقد لعب مع كيلمس ونادي بوليفار ونادي خورخي ويلسترمان وأورينتي بيتروليرو ونادي ريال سانتا كروز و وأتليتيكو بوكارامانغا ونادي بلومينغ.

## وصلات خارجية
- إرفين روميرو على موقع قاعدة بيانات كرة القدم.إي يو (الإنجليزية)
- إرفين روميرو على موقع ناشيونال فوتبول تيمز (الإنجليزية)